# Paradiplogrammus
Paradiplogrammus is een geslacht van straalvinnige vissen uit de familie van pitvissen (Callionymidae).

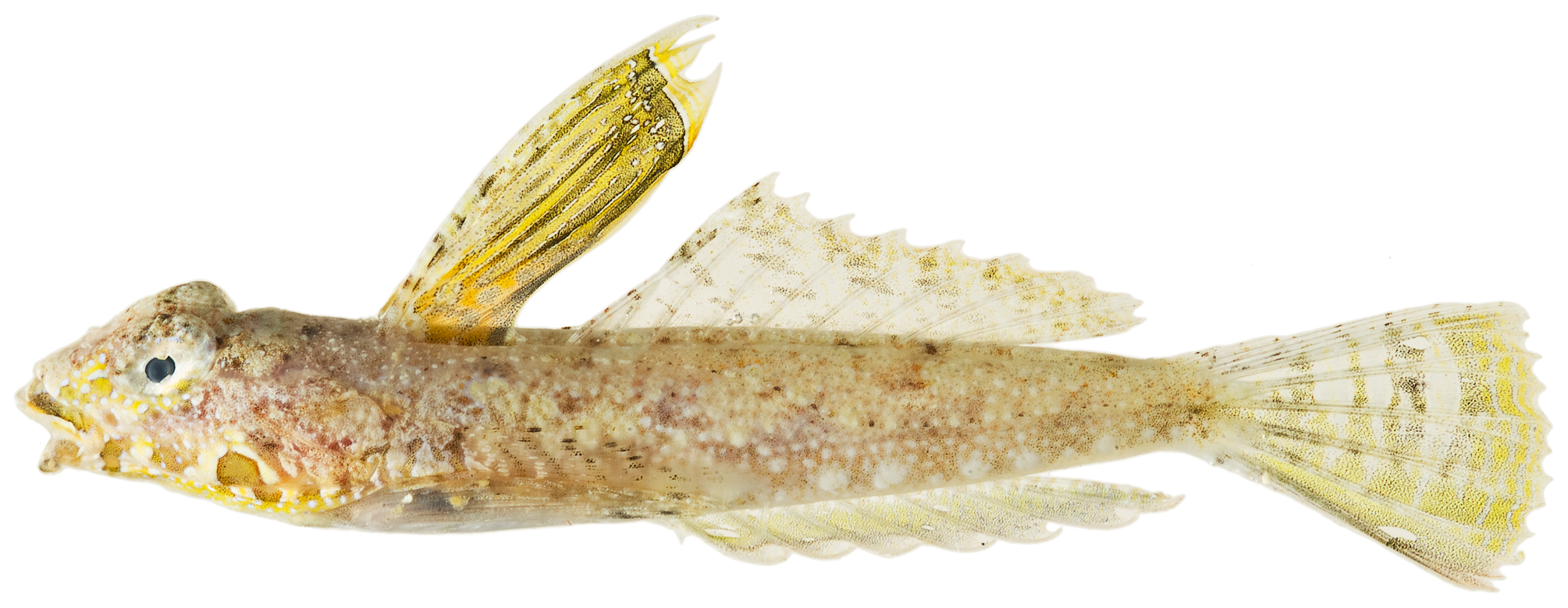
Paradiplogrammus bairdi
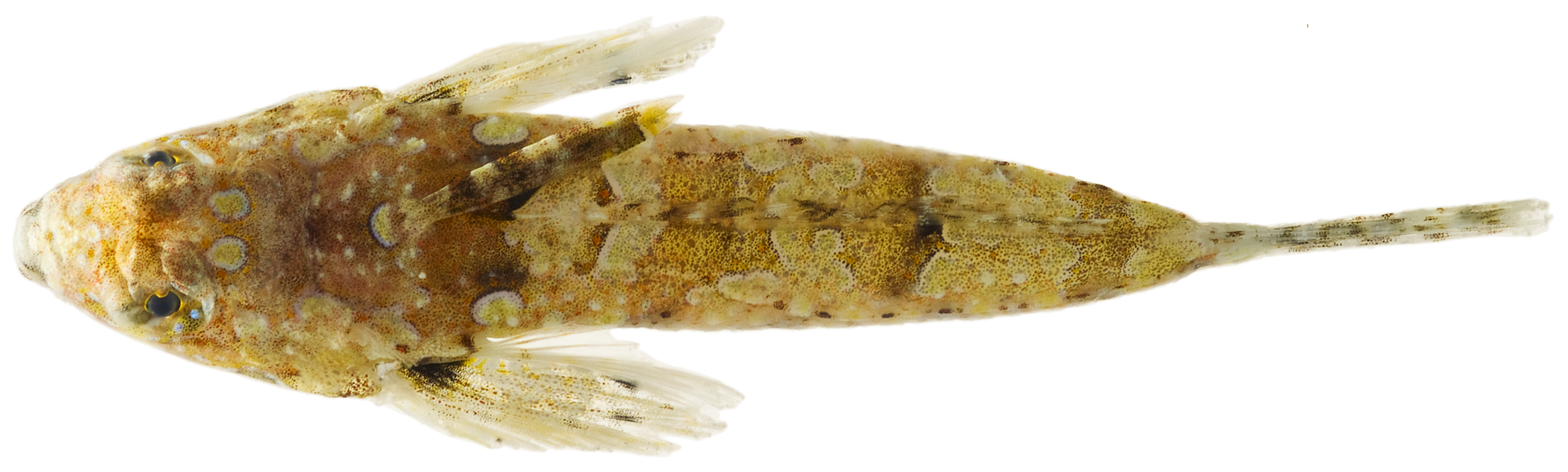
Paradiplogrammus bairdi